# Dorfkirche Strauch

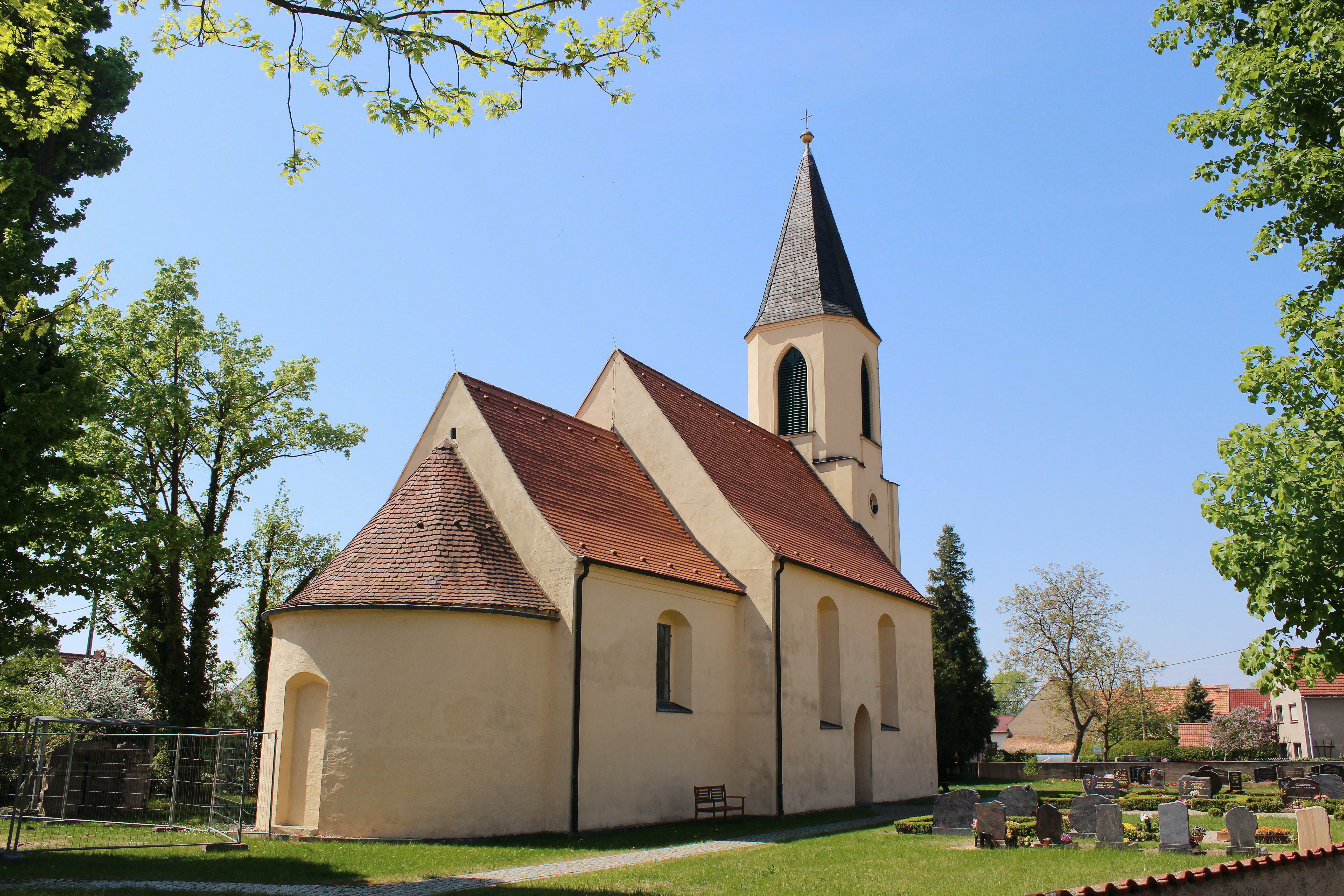
Dorfkirche

Die Dorfkirche Strauch ist ein denkmalgeschütztes Kirchengebäude in Strauch, einem Ortsteil der Stadt Großenhain im sächsischen Landkreis Meißen.
Die im romanischen Stil errichtete Kirche ist mit einem angrenzenden Friedhof im Ortszentrum zu finden.

## Geschichte
Über die ältere Geschichte der Straucher Dorfkirche ist wenig bekannt. Nachweislich bestand schon im Jahre 1495 in Strauch eine Kirche. Zunächst bestand nur die kleine Apsis im Osten des in der Gegenwart zu sehenden Bauwerks zusammen mit einer kleinen Kapelle. Im Jahre 1567 wurde die kleine Kirche erweitert, und das heutige Kirchenschiff entstand.
Ursprünglich gehörte diese Kirche zum Kirchspiel Frauenhain. Ab 1575 wurde sie eine Filialkirche von Hirschfeld und schließlich 1594 selbstständig.
Im Jahre 1846 erfolgte eine umfangreiche Instandsetzung der Kirche. 1864 folgte dann der Bau des im Westen des Kirchenschiffs befindlichen Turms. Gleichzeitig wurden neue Glocken beschafft. Bis dahin hingen die Glocken in einem hölzernen Türmchen am Eingang zur Kirche. Verantwortlich für die Pläne des Turms zeichnete der Großenhainer Baumeister J. C. Müller.
Umfangreiche Erneuerungsarbeiten an der Kirche fanden 1915 statt. Seit 1931 ist die Straucher Kirche eine Filialkirche von Skäßchen. Sie wurde von 1997 bis 2000 renoviert. Sie wird seit Ende 1998 wieder für kirchliche Anlässe und Veranstaltungen genutzt.

## Baubeschreibung

Altar-Figuren (1914)

Totenschild des Adam von Köckritz (1914)

Die im romanischen Stil errichtete Straucher Kirche besteht aus mehreren Teilen: der einem Karner ähnlichen Apsis, dem heutigen Altarraum und einem 1763 erbauten mit hohen Spitzbogenfenstern versehenen Kirchenschiff. Im Westen des Schiffs ist ein quadratischer Turm mit oktogonalem Glockengeschoss und Spitzhelm zu finden.

## Ausstattung
Das Innere der Kirche ist flachgedeckt, ebenso der Chor. Hingegen ist die Apsis überwölbt.
Der gotische Marienaltar der Kirche, vor dem sich im Boden eine kleine Gruft befindet, stammt aus dem 16. Jahrhundert. Ausgestattet ist die Kirche des Weiteren mit einem aus dem 19. Jahrhundert stammenden Altarschrein. In diesem befinden sich drei spätgotische Schnitzfiguren, welche Maria mit Kind zwischen Petrus und Paulus darstellen. Die Figuren sind etwa um 1500 entstanden. Eine weitere Schnitzfigur, aus der zweiten Hälfte des 18. Jahrhunderts, ist an der Chorwand zu finden.
Zum Inventar der Kirche zählen außerdem eine Eichentruhe aus dem 13. Jahrhundert sowie der Totenschild des Adam von Köckritz († 1699).

## Orgel
Die heute in der Kirche vorhandene Orgel stammt aus dem Jahre 1962. Das Instrument wurde in der Werkstatt des Dresdener Orgelbaubetriebs Jehmlich geschaffen und befindet sich auf der einzigen Empore. Die Orgel verfügt über sieben Register auf einem Manual und Pedal mit mechanischer Schleiflade.
Die Disposition lautet wie folgt:
| I Manual C–f3    |    |
| Rohrflöte        | 8′ |
| Prinzipalflöte   | 4′ |
| Spitzflöte       | 2′ |
| Rauschwerk III   |    |
| Tertianzimbel II |    |

| Pedal C–f1 |     |
| Subbass    | 16′ |
| Choralbaß  | 4′  |

- Koppel: I/P

## Geläut
Das Geläut besteht aus drei Eisenhartgussglocken. Der Glockenstuhl besteht aus einer Holzkonstruktion.
Im Folgenden eine Datenübersicht des Geläutes:
| Nr. | Gussdatum | Gießer                                 | Durchmesser | Masse  | Schlagton |
| --- | --------- | -------------------------------------- | ----------- | ------ | --------- |
| 1   | 1954      | Glockengießerei Schilling & Lattermann | 1080 mm     | 530 kg | b′        |
| 2   | 1954      | Glockengießerei Schilling & Lattermann | 843 mm      | 250 kg | d″        |
| 3   | 1954      | Glockengießerei Schilling & Lattermann | 700 mm      | 130 kg | f″        |

## Mahnen und Gedenken
Im Chorraum der Kirche sind seit 1953 Wandplaketten aus Bronze mit eingravierten Namen zu finden. Diese erinnern an die im Ersten Weltkrieg und Zweiten Weltkrieg gefallenen Dorfbewohner der Gemeinde Strauch.